# Leprosy
Leprosy — другий альбом гурту Death. Випущений у 1988 році на лейблі Combat Records. Альбом, як і його попередник, належить до класики дез-металу.

## Обкладинка
Автором обкладинки став Ед Репка, котрий раніш вже співпрацював з «Death». Якщо на попередньому альбомі гурт дав чіткі вказання, де і що малювати, то на цьому альбомі Еду дали повну свободу вибору. 
|  | Мені просто було сказано намалювати щось про прокажених. Це була моя найгірша фантазія на тему, як має виглядати прокажений. Я сфотографував себе на Полароїд в халаті і з рушником на голові, і це стало основою малюнку. Зобразити справжнього прокаженого було б без смаку та й, напевне, не так цікаво. Це моя улюблена робота для Death - вийшов дуже дохідливий і сильний образ. |

## Список композицій
1. «Leprosy» — 06:20
2. «Born Dead» — 03:27
3. «Forgotten Past» — 04:36
4. «Left To Die» — 04:38
5. «Pull The Plug» — 04:27
6. «Open Casket» — 04:56
7. «Primitive Ways» — 04:33
8. «Choke on It» — 05:54